# Table des caractères Unicode/U118A0
Cette page contient des caractères spéciaux ou non latins. S’ils s’affichent mal (▯, ?, etc.), consultez la page d’aide Unicode.
Table des caractères Unicode U+118A0 à U+118FF.

## Warang Citi
Caractères utilisés pour le Warang Citi (en).

### Table des caractères
| en fr   | 0 | 1 | 2 | 3 | 4 | 5 | 6 | 7 | 8 | 9 | A | B | C | D | E | F |
| U+118A0 | 𑢠 | 𑢡 | 𑢢 | 𑢣 | 𑢤 | 𑢥 | 𑢦 | 𑢧 | 𑢨 | 𑢩 | 𑢪 | 𑢫 | 𑢬 | 𑢭 | 𑢮 | 𑢯 |
| U+118B0 | 𑢰 | 𑢱 | 𑢲 | 𑢳 | 𑢴 | 𑢵 | 𑢶 | 𑢷 | 𑢸 | 𑢹 | 𑢺 | 𑢻 | 𑢼 | 𑢽 | 𑢾 | 𑢿 |
| U+118C0 | 𑣀 | 𑣁 | 𑣂 | 𑣃 | 𑣄 | 𑣅 | 𑣆 | 𑣇 | 𑣈 | 𑣉 | 𑣊 | 𑣋 | 𑣌 | 𑣍 | 𑣎 | 𑣏 |
| U+118D0 | 𑣐 | 𑣑 | 𑣒 | 𑣓 | 𑣔 | 𑣕 | 𑣖 | 𑣗 | 𑣘 | 𑣙 | 𑣚 | 𑣛 | 𑣜 | 𑣝 | 𑣞 | 𑣟 |
| U+118E0 | 𑣠 | 𑣡 | 𑣢 | 𑣣 | 𑣤 | 𑣥 | 𑣦 | 𑣧 | 𑣨 | 𑣩 | 𑣪 | 𑣫 | 𑣬 | 𑣭 | 𑣮 | 𑣯 |
| ------- | - | - | - | - | - | - | - | - | - | - | - | - | - | - | - | - |
| U+118F0 | 𑣰 | 𑣱 | 𑣲 |   |   |   |   |   |   |   |   |   |   |   |   | 𑣿 |